# Polyderis laevis
Polyderis laevis är en skalbaggsart som beskrevs av Thomas Say 1823. Polyderis laevis ingår i släktet Polyderis och familjen jordlöpare. Inga underarter finns listade i Catalogue of Life.